# Дереалізація
Дереаліза́ція (аллопсихічна деперсоналізація) — порушення сприйняття, при якому навколишній світ сприймається як нереальний або віддалений, позбавлений своїх фарб та при якому можуть відбуватися порушення пам'яті. Деколи супроводжується станами «вже баченого» (déjà vu) або «ніколи не баченого» (jamais vu). Досить часто виникає спільно з деперсоналізацією, внаслідок чого в МКХ-10 позначається як F48.1  — «синдром деперсоналізації-дереалізації», тобто термін «дереалізація» часто розуміється як група схожих симптомів «деперсоналізації-дереалізації», відповідають за зміну сприйняття навколишнього простору.
Дереалізація не є психотичним розладом (належить до розряду невротичних розладів або до так званої «малої психіатрії» — людина в абсолютній більшості випадків повністю зберігає контроль над собою, адекватність і осудність, це лише погіршує якість життя).
Дереалізація часто буває пов'язана з депресією, є основним складовим симптомом неврозу тривоги або інших психічних розладів, часто також разом з депресією або неврастенією.

## Опис «відчуття дереалізації»
При дереалізації усе довкола сприймається зміненим, дивним, невиразним, чужим, примарним, тьмяним, застиглим, неживим. Воно сприймається ніби «крізь туман, плівку, малопрозоре скло» і т. д., часто втрачає об'ємність і перспективу — «як на фотографії». В інших випадках хворі порівнюють оточуюче з декорацією. Видозмінюються акустичні феномени: голоси і звуки віддаляються, стають невиразними, глухими. У деяких випадках зникає або притупляється сенсорне сприйняття. Змінюються фарби навколишніх предметів, їхній колір стає тьмяним, сірим і т. ін. — «світло померкло, листя зблякло, сонце стало світити менш яскраво». Час може сповільнюватися, зупинятися, зникати — «його більше немає». В інших випадках переживають відчуття, що час рухається незвично швидко. Багато хто стверджує, що цей стан нагадує тривале дежавю.

## Диференціальна діагностика
Дереалізація вимагає диференційного діагнозу з низкою психопатологічних симптомів. Від галюцинацій її відрізняє відсутність уявного сприйняття; від ілюзій — правильне визначення оточуючого; від психічного автоматизму — приналежність розладу до свого «Я» (точніше, при деперсоналізації, розумінні цього) і відсутність почуття поробленості.
Для діагностики використовують шкалу Нуллера, яка показує тяжкість розладу (використовується для визначення виразності симптомів та дереалізації і деперсоналізації).
Можна відзначити, що максимальний бал — 31, і приблизно розмежувати ступені тяжкості: до 10 — легка, 10-15 — середня, 15-20 середньотяжка, 20-25 важка, 25+ дуже важка. При кількості приблизно близько 18-20 і більше цілком варто лягти на стаціонар.

## Ймовірна причина дереалізації
В більшості випадків причиною дереалізації є цілий комплекс причин, заснованих на депривації. При тривалому придушенні численних бажань (часто зовсім неусвідомлених) та/або від усвідомлення неможливості досягнення певних успіхів у житті, при палкому бажанні їх досягти, психіка може використовувати дереалізацію як захисний механізм для самої себе. Цим пояснюється той факт, що більшість людей, що зазнають цей стан, — перфекціоністи із завищеним рівнем вимог. Або дереалізація може «включатися» при тривалих хронічних стресах, втомі, неможливості відновити свої сили, іноді при прийомі деяких наркотиків.

## Порушення на фізіологічному рівні
Цей розлад тягне за собою порушення роботи серотоергічної (знижена кількість серотоніну), норадреналінової (знижена кількість норадреналіну), дофамінової (знижена кількість дофаміну), ГАМК- (знижена кількість гамма-аміномасляної кислоти) і опіатної (посилена робота опіатної системи) систем організму.
В результаті людина переживає відчуття нереальності, відсутності задоволення, притуплення почуттів і емоцій, відсутність настрою, тривогу тощо.

## Лікування дереалізації
Оскільки це не захворювання, а лише наслідок захисного механізму психіки, цією проблемою займаються психологи і психотерапевти.[джерело не вказане 4589 днів] Методи лікування такі ж, як і при деперсоналізації. Переважання саме дереалізаційної симптоматики над деперсоналізаційною є предиктором (прогностичним параметром) більш сприятливої реакції на лікування.[джерело не вказане 5022 дні]. Синдром може бути симптомом прогредієнтних процесів, у зв'язку з чим показані рання діагностика і початок лікування основного захворювання.

## Прогноз лікування
Переважно позитивний, тривалість стану може варіювати від декількох хвилин до декількох років, багато в чому все залежить від правильності підібраної терапії, комплексного її дотримання. Але, як показує практика, такі стани повністю піддаються лікуванню. Чим більше занурюватися в діяльність, тим швидше буде йти стан. Одужання відбувається поступово.